# 浜辺のウルフ
浜辺のウルフ（はまべのウルフ、本名：芦原 祐介（あしはら ゆうすけ）、1977年2月12日（48歳）- ）は、日本のお笑い芸人。所属事務所はグレープカンパニー。兵庫県芦屋市出身。大阪NSC18期生。かつては吉本興業に所属していた。

## 人物
- 兵庫県芦屋市出身。近畿大学商経学部経営学科出身[1]。
- 血液型はA型。身長170cm。体重52kg[2]。
- 趣味は音楽鑑賞、読書。特技は節約、流れ作業の工場あるあるトーク[3]。
- 得意料理は不味い親子丼。
- 大阪時代、銀シャリの橋本直らを含めた大人数の芸人で暮らしていた事がある。
- 爆ノ介（ザ・プラン9）と夙川アトムは地元の後輩。ウルフは「爆ノ介」の芸名の名付け親であり、夙川は「浜辺のウルフ」の名付け親である。また、コヴァンサン・きょうくん（ザ・プラン9）も地元が近所で以前から交流があり、芸歴はウルフの方が先輩だが彼らの方が年上なのでお互いに敬語で接している。

## 略歴

### デビュー当初
1996年、NSC大阪校へ18期生として入学。活動当初はNSC同期生であるMr.Xとコンビ「シャープール」を結成し、お笑い劇団「コント集団1.2.3.」へ加入。そこでNSCの1期後輩であるキバと出会うも、その劇団は解散となる（当時、他には現ヨーロッパ企画の黒木正浩や、元鳳仙花の中村佳子らが在籍していた）。

### トリオ結成〜改名
2004年、ウルフ・Mr.X・キバの三人でお笑いトリオ「極悪連合」を結成し、baseよしもとを拠点に活動。当時の芸風はダチョウ倶楽部と同様ボケ・ツッコミの役割はネタによって各メンバーが立ち代りで行い、メンバーそれぞれが「こんな悪いことをして来た」ということを挙げ、話し終えるごとに「ワリィ～！」という台詞を挟むといった流れを取り、ネタの途中で袖に行きダンボールで作った巨大な大砲などの武器を持って来ては会場を喚き散らしながら暴れ回るのが恒例となっていた（実際は「破天荒」そのものではなく、それらを装った上でのギャップを突いたスタイルであった）。
トリオでの活動を始めて6年ほど経ったある日、マネージャーから突然「極悪連合という名前は売り出しにくい。今日中に改名せえ」と切り出されてしまう。その旨を事務所の先輩であるたむらけんじに相談すると、「今（ケンドーコバヤシと村越周司が前に組んでいた）モストデンジャラスコンビが宙ぶらりんやから、襲名したら？」と持ち掛けられた事をきっかけに、コバヤシと村越から許可を取り2010年5月18日に「モストデンジャラストリオ」と改名。

### 住みます芸人就任〜トリオ解散
2011年5月、モストデンジャラストリオとして初代よしもと愛媛県住みます芸人に就任。自身は乗り気で無かったが、他二人が「絶対行こう」と乗り気であった事から多数決で決まり、愛媛県松山市のマンションへと引っ越し三人一室共同生活を過ごす事となる。
当初は一年間という縛りが設けられていたが後からそれが無くなり、今後どうして行くか話し合いとなった際に「今さら大阪に戻っても仕事は無いやろうし、ここで食べて行けるのなら一生愛媛に居たい」と二人から告げられる形で、2012年11月30日にモストデンジャラストリオを脱退（Mr.Xとキバはその後も愛媛に残って活動し、コンビ名を「モストデンジャラス」に改名した）。

### 帰阪〜東京進出
愛媛を離れ大阪へ戻って来たものの、baseよしもと閉館後に開館した5upよしもとでは出演の際に芸歴制限が設けられており、既に10年を超えてしまっていた事から2012年12月31日をもって半ば強制的に卒業となり、大阪での活動場所を失ってしまう。これを機に吉本を辞めようか悩んでいる事を再びたむらけんじに打ち明けると、たむらは「吉本やない方がええんちゃうか？」とその場で伊達みきお（サンドウィッチマン）に電話をかけ、「入る入らない関係なく、どうにかウルフに事務所のオーディションを受けさせてあげられへんか」と交渉。当時のグレープカンパニーでは所属の際、特に年齢制限が設けられている訳で無かった事も影響し、正式に所属が決定。吉本興業を離れ、ピン芸人「浜辺のウルフ」として東京進出する。
2017年7月3日、新宿バティオスにて初の単独ライブとなる「ウルフフェスティバル」を開催。また、同年11月3日に兼ねてから交際していたサンミュージックプロダクション所属のピン芸人ロリィタ族。と入籍（現在はコンビ「チェリーボンボン」として活動）。相手からの熱烈なアプローチを経ての結婚だった。2018年11月6日には第1子となる女児が誕生した。
東京進出後は、主にタモリ倶楽部の名物企画である空耳アワーに空耳俳優として度々出演していた。

## 出演番組

### テレビ
- タモリ倶楽部（テレビ朝日）※主に空耳アワーに出演。
- 有吉弘行のダレトク!?（関西テレビ、2018年8月28日）
- 水曜日のダウンタウン（TBSテレビ、2022年10月19日）

### ライブ

#### 単独ライブ
- 2017年
  - 7月3日 「ウルフフェスティバル」（新宿バティオス）※初単独
- 2018年
  - 10月30日・31日「狼になりたい」（サラヴァ東京）